# Piero Ortu
Piero Salvatore Ortu (Oristano, 14 novembre 1946) è un politico italiano.

## Biografia
Dottore commercialista, di professione insegnante presso le scuole superiori, ha iniziato l'attività politica nel 1974 nelle file della Democrazia Cristiana, per poi avvicinarsi verso i partiti centristi.
Dal luglio 1994 al luglio 1995 è stato assessore al patrimonio e bilancio nella prima fase della giunta presieduta da Mariano Scarpa, poi suo avversario nella tornata elettorale del 1998. Candidato per una coalizione di centro sostenuta dai Cristiani Democratici per la Repubblica, Cristiani Democratici Uniti, Partito Sardo d'Azione, Rinnovamento Italiano e Socialisti Democratici Italiani, Ortu è stato eletto sindaco di Oristano l'8 giugno 1998.
A causa di alcune defezioni nella maggioranza, il sindaco si ritrovò a gestire una crisi comunale che si concluse con le dimissioni nel maggio 2001 e il commissariamento del comune a partire dal 30 giugno 2001.